# Antoine Brun-Rollet
Antoine Brun-Rollet, noto anche come Giacomo Antonio Brun-Rollet (San Giovanni di Moriana, 1810 – Khartum, 27 dicembre 1857), è stato un esploratore francese nativo della Savoia.

## Biografia
Viaggiatore e mercante savoiardo, e quindi suddito del Regno di Sardegna, aggiunse il cognome "Rollet" quando fuggì dalla Savoia per evitare l'obbligo di leva.
Nel 1830 o 1831 si recò in Egitto e poi nel Sudan, diventando uno dei più ricchi mercanti a Khartum. Insieme a un ex-ufficiale francese, compì un viaggio lungo il Nilo Azzurro e l'Atbara, fino a Gallabat, ai confini con l'Etiopia.
Esplorò più volte il Nilo Bianco, diventando il primo europeo a giungere, nel 1841, fino a Gondokoro, nel territorio dei Bari, nei pressi di cui fondò la stazione di Bellenca (o Belenia).
Nel 1851 aiutò il padre missionario Angelo Vinco nel suo secondo e ultimo viaggio d'esplorazione, accompagnandolo fino a Gondokoro, da cui Vinco proseguì da solo fino a superare via terra il 4° lat. Nord, ai confini dell'attuale Uganda, impresa mai tentata in precedenza da altri europei.
Rimpatriato, pubblicò nel 1855 la celebre relazione Le Nil Blanc et le Soudan (Il Nilo Bianco e il Sudan).
Nominato console del Regno di Sardegna a Khartum nel 1855 o 1856, in seguito alla morte del precedente console savoiardo Alexandre Vaudey, partì per una lunga esplorazione del Sudan meridionale, risalendo nuovamente il Nilo Bianco fino al Lago No e al fiume Bahr al-Ghazal. Rientrò a Khartum ammalato e vi morì nel 1857.

## Opere
- (FR) Antoine Brun-Rollet, Le Nil Blanc et le Soudan: études sur l'Afrique Centrale: moeurs et coutumes des sauvages, Parigi, Librairie De L. Maison, 1855.